# PSV Land Cruiser 200 Shield
Der PSV Land Cruiser 200 Shield ist ein von Project Support Vehicles (kurz PSV) hergestelltes Sonderschutzfahrzeug mit der Widerstandsklasse VR7. Der SUV wurde am 26. Januar 2009 nach umfassenden Beschusstests durch das Beschussamt Ulm zertifiziert.
Damit erfüllt das Sonderschutzfahrzeug des Typs Toyota Land Cruiser LC 200 die Anforderungen der Richtlinie zur Prüfung und Zertifizierung „Durchschusshemmende Fahrzeuge“, BRV 1999, in der Widerstandsklasse VR7.

## Nutzungsbereiche
Der PSV Land Cruiser 200 Shield ist ein ziviler und unbewaffneter, gepanzerter Geländewagen. Gemäß Hersteller eignet sich der Land Cruiser als Begleitfahrzeug für alle an größter Sicherheit interessierter Personengruppen.

## Technik
Aufgrund des hohen Eigengewichts besitzt der PSV Land Cruiser 200 Shield ein spezielles Fahrwerksystem. Es werden Bremsen von AP Racing verbaut. 
Alle äußeren Fahrzeugteile sind massiv gefertigt. Die Batterie und der Tank des Fahrzeugs sind gepanzert und explosionsgeschützt. Die Felgen mit einer jeweiligen Traglast von 1,6 Tonnen werden eigens für das Fahrzeug angefertigt.
Der PSV Land Cruiser 200 Shield ist mit einem Notlaufsystem von Runflat International ausgestattet. So kann im Notfall die Fahrt noch 50 Kilometer mit einem Tempo von 50 km/h fortgesetzt werden.